# Instituto Tecnológico Superior de Huichapan
El Instituto Tecnológico Superior de Huichapan (ITESHU), es una institución pública de educación superior, ubicada en el municipio de Huichapan, en el Estado de Hidalgo, México.

## Historia
El Instituto Tecnológico Superior de Huichapan (ITESHU) surge el 11 de septiembre del año 2000, e inicia actividades con el ciclo escolar 2000-2001; ofreciendo las carreras de Ingeniería Industrial y Licenciatura en Administración. El 24 de junio de 2002 se publica en el Periódico Oficial del Gobierno del Estado de Hidalgo el decreto que crea al Instituto Tecnológico Superior de Huichapan y en octubre del mismo año se lleva a cabo la instalación de la Honorable Junta Directiva del mismo. En 2015 se estableció la unidad académica en Tecozautla.

## Oferta educativa
La oferta educativa del Instituto Tecnológico Superior de Huichapan es:
Unidad Huichapan
- Modalidad escolarizada[7]
  - Arquitectura
  - Gastronomía
  - Ingeniería Industrial
  - Ingeniería Mecatrónica
  - Ingeniería en Administración
  - Ingeniería en Energías Renovables
  - Ingeniería en Innovación Agrícola Sustentable
  - Ingeniería en Gestión Empresarial
  - Ingeniería en Sistemas Computacionales
- Modalidad Mixta[8]
  - Ingeniería Industrial
  - Ingeniería en Administración
  - Ingeniería en Gestión Empresarial
  - Ingeniería en Sistemas Computacionales

Unidad Tecozautla
- Ingeniería en Sistemas Computacionales
- Ingeniería en Energías Renovables
- Ingeniería en Gestión Empresarial
- Ingeniería en Innovación Agrícola Sustentable